# Meder (Volk)
Dieser Artikel wurde auf der Qualitätssicherungsseite der Redaktion Geschichte eingetragen (dort auch Hinweise zur Abarbeitung dieses Wartungsbausteins), weil er noch inhaltliche oder formale Mängel hat. Bitte hilf mit, die genannten Einwände zu klären und etwaige Mängel dieses Artikels zu beseitigen, und beteilige dich bitte an der Diskussion!
Die Meder (Mad-ai, Mād-y, Mand-a, altgriechisch Μῆδοι) waren ein altorientalisches Volk des Altertums, das im Nordwesten des heutigen Iran zu lokalisieren ist. Nach ihnen ist die antike Landschaft Medien benannt, die etwa das Gebiet der heutigen iranischen Regionen Aserbeidschan (im Altertum Media Atropatene genannt), und Dschibal bzw. Iraq 'Adschami (nicht zu verwechseln mit dem modernen Staat Irak, siehe dazu den Artikel Beide Irak) einnimmt. Die Meder waren ein Teil des Bündnisses, das den Untergang des Assyrischen Reichs herbeiführte und gründeten im Anschluss daran im Hochland von Iran, im Südkaukasusgebiet und Ostanatolien bis hin zum Kızılırmak, dem antiken Fluss Halys, ein Großreich, das später Grundlage des Perserreichs werden sollte. Diese sogenannte Meder-Konföderation bestand von 715 bis 550 v. Chr.

## Historische Quellen
Die Meder hinterließen keine Schriftquellen. Wichtigste Quellen zu ihrer Geschichte sind archäologische Funde, assyrische und babylonische Quellen sowie die Berichte griechischer Schriftsteller, insbesondere Herodots.

### Archäologische Quellen
Die Meder sind von etwa 674 bis 550 v. Chr. im Iran der Antike nachweisbar. Der bedeutende Fund von Nuschidschan Tappe weist darauf hin, dass Emmer, Weizen und Gerste in Medien angepflanzt und Rinder für den Fleischkonsum genutzt wurden. Pferdeknochen zeigen die Zucht von sowohl großen schweren Pferden als auch kleinen Ponys. Mit den Funden in Nuschidschan Tappe kann nachgewiesen werden, dass elegante Designs in Stein und anderen Materialien von den Medern Einzug in den achämenidischen Kontext gefunden haben. Im Besonderen ist dabei die Form des treppenförmigen Altars zu erwähnen. Archäologische Zeugnisse sind vor allem aus der Zeit des Achämenidenreichs erhalten.
Die wichtigste archäologische Stätte aus Medien während der Achämenidenzeit sind die Inschriften von Gandschnāme von Dareios I. (549–486 v. Chr.) und Xerxes I., die südwestlich von Ekbatana gefunden wurden. Inschriften auf Fragmenten von Säulenbasen aus Ekbatana (A2Ha, A2Hb) berichten, dass Artaxerxes II. einen Apadana bauen ließ. Polybios bestätigt diesen archäologischen Fund und berichtet detailliert, dass zur Zeit Alexanders des Großen immer noch ein Palast gestanden habe.
Die neue Technologie des Qanats bei der Bewässerung und die Sicherheit des achämenidischen Reichs führte zu neuen Siedlungsformen in der Nähe der Felder. Das neue Siedlungsverhalten kann über Backsteine nachgewiesen werden, die sich von der traditionellen Form und Größe in schmalere und kleinere Backsteine unter den Achämeniden wandelten. Ebenfalls zeigen Keramiken subtile Veränderungen der medischen Gesellschaft an.

### Herodot
Herodot unterteilte im 5. Jahrhundert v. Chr. die Meder in die Stämme der Buser, Paretakener, Struchaten, Arizanter, Budier und Mager. Er berichtete außerdem von zwei Schlachten, die während einer Sonnenfinsternis stattfanden. Den Zeitpunkt der ersten Sonnenfinsternis beschrieb Herodot ausführlich: „Als Phraortes tot war […] und Kyaxares gegen die Lyder stritt, dazumal, als mitten im Streit Nacht ward aus dem Tag […] und dann ganz Asien oberhalb des Halys unterwarf[…] und dabei war Ninive zu belagern, da zog wider ihn ein großes Skythenheer mit Madyes, dem Sohn des Protothyes, das die Kimmerier verfolgte. Die Meder trafen auf diese Skythen, wurden überwunden und verloren ihre Herrschaft an die Skythen, die […] danach gegen Psammetich I. zogen.“ Im fraglichen Zeitraum ergeben sich Übereinstimmungen mit einer totalen Sonnenfinsternis, die am 27. Juni 661 v. Chr. stattfand, sowie dem Vermerk von Assurbanipal, der den Einfall der Iškuzaia meldete, und dem Regierungsantritt von Psammetich I. im Jahr 664 v. Chr.
Als Stammmutter der Meder nennt Herodot Medea, wohl wegen der Namensähnlichkeit zu dieser Frauengestalt der griechischen Mythologie.

## Geschichte der Meder-Konföderation

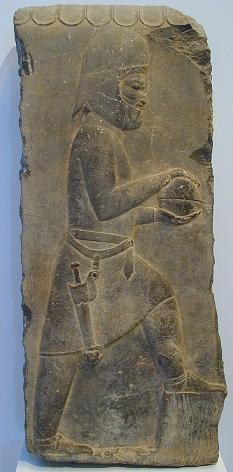
Darstellung eines Meders mit Tiara und Acinaces aus dem Palast des Xerxes in Persepolis

Anfang des 1. Jahrtausends v. Chr. besiedelten die Meder, vermutlich Zuwanderer wie die ihnen sprachlich verwandten Perser, die vielleicht aus dem Nordosten einwanderten, Teile der iranischen Hochebene. Sie führten wahrscheinlich das Reiten zu Pferd ein, dem später in Medien eine besondere Bedeutung zukommen sollte. Die Siedlungsgebiete grenzten später an die Nachbarregionen Mannäa am Urmia-See, Gizilbunda, Sagartien, Gutium, Parsua, Ekbatana, Ellipi, Zāgros und über die Kawir-Wüste bis zum Damawand.

### Kyaxares I.
Kyaxares I. (regierte 768–715 v. Chr.) gilt als Gründer einer größeren Konföderation und residierte in Ekbatana. Archäologische Untersuchungen bestätigen die Berichte der Keilschriftfunde in den Nachbarländern, die verdeutlichen, dass es einen zusammenhängenden Staat bzw. ein Königreich Medien nicht gab. Vielmehr handelte es sich um Regionen und Kleinstfürstentümer, die aus mehr als 100 Stammesverbänden bestanden und sich unter Kyaxares I. zu einer militärischen Einheit verbündeten. Wechselnde Bündnispartner veränderten im Verlauf immer wieder die Gebietsstrukturen der medischen Konföderation.

### Skythenherrschaft
Die Herrschaft der Skythen hat den Medern vor allem die Errungenschaft der skythischen Art des Bogenschießens zu Pferde erbracht. Auch die Ausrüstung der Pferde hat sich seit der Skythenherrschaft kontinuierlich verbessert und selbst der Reit-Komfort wurde qualitativ gesteigert. Zu Ehren der Skythen hat der persische König Teispes einen seiner zwei Söhne mit dem Namen Ariaramna benannt. Ariaramna wiederum nannte seinen Sohn Arschama, um an die Heldentaten der Skythen zu erinnern.
Im Großen und Ganzen dauerte der medische Erlernungsprozess der skythischen Reitkunst gemäß Herodot 28 Jahre. Herodot berichtet allerdings auch vom Übermut und der Achtlosigkeit der Skythen in der Zeit ihrer Herrschaft, durch den alles in Verfall geriet: „Sie erpressten ganz nach Gutdünken Abgaben, und außerdem zogen sie noch durch das Land und raubten, was sie fanden.“

### Kyaxares II.
Kyaxares II. beendete die Skythenherrschaft. Danach erreichte die medische Konföderation durch weitere militärische Expansionen ihre größte Ausdehnung. Im Jahr 614 v. Chr. zerschlugen die Meder in einem Bündnis mit Babylonien das Reich Assyrien und zerstörten die Stadt Aššur, 612 v. Chr. fiel auch die alte assyrische Hauptstadt Ninive.

### Astyages
Ein Krieg gegen die Lyder wurde durch eine angeblich von Thales vorhergesagte Sonnenfinsternis am 28. Mai 585 v. Chr. beendet. Beide Seiten wurden von dem Naturereignis derart erschreckt, dass sie Frieden schlossen. Alyattes II. gab dem medischen König Astyages (Sohn von Kyaxares II.) seine Tochter Aryenis zur Frau.

### Das Ende der Meder-Konföderation
553 v. Chr. verbündete sich der medische Adel mit den Persern, was 550 v. Chr. zum Ende der Mederherrschaft führte. Die Meder-Konföderation wurde von Kyros II. unterworfen, der damit den Grundstein für das Perserreich legte. Die medische Aristokratie genoss im Achämenidenreich viele Privilegien und wurde an der Verwaltung beteiligt.

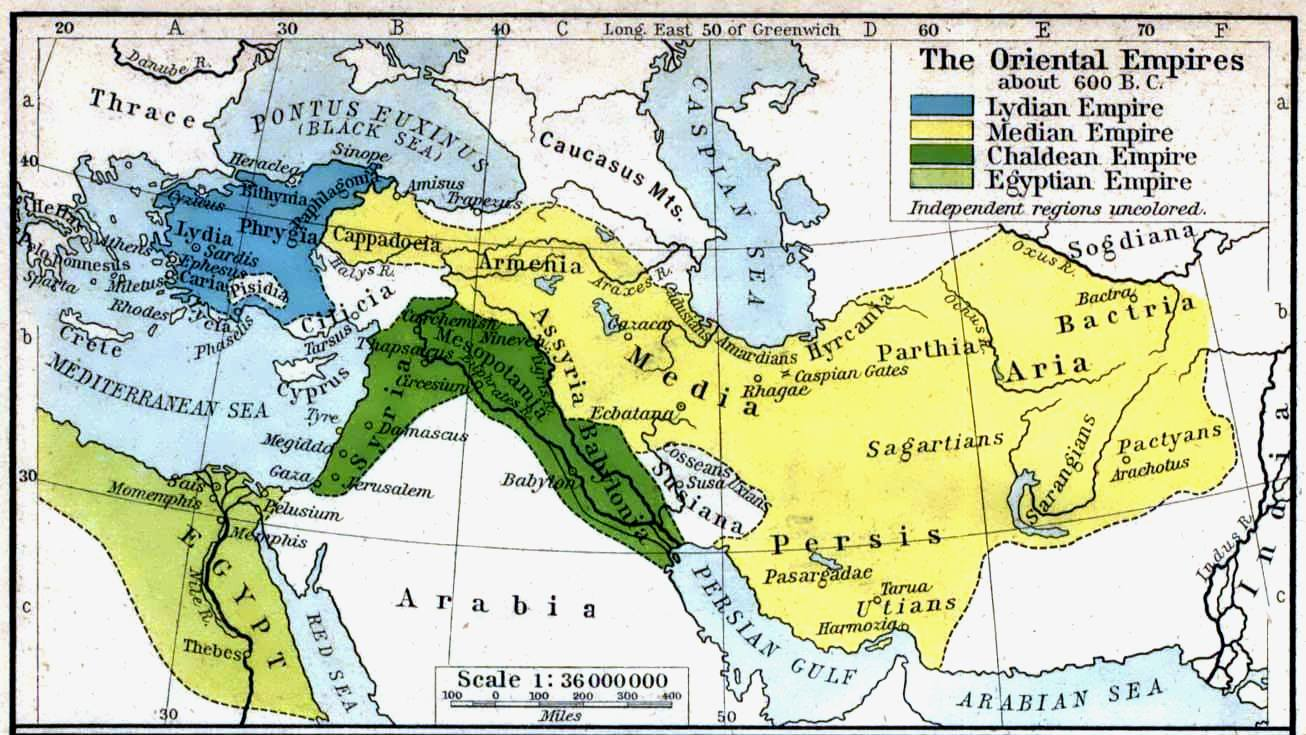
Kartographische Darstellung des Mederreichs mit der (angenommenen) größten Ausdehnung

Medien wurde unter den Achämeniden zur Satrapie des Perserreichs. Herodot zufolge musste Medien dem Großkönig jährlich einen Tribut von 450 Talenten Silber, Tierhäuten, Bekleidung, Edelsteinen, Gefäßen und Waffen zahlen. Berühmt und begehrt waren die „nisäischen Pferde“ aus der von Herodot Hippobotus („Rossweide“) genannten Gegend, die in Zentralasien später als „himmlische Pferde“ bezeichnet wurden. Der Name der Pferde kommt von Nisaea, einer antiken Landschaft irgendwo in Medien, die für Pferdezucht bekannt war. Unter den Achämeniden behielten die Meder unter persischer Vorherrschaft ihre herausgehobene Stellung. Medien war in der Antike insbesondere als Heimat der Magier bekannt. Nach dem Ende des Achämenidenreichs durch Alexander den Großen verschwinden die Meder als reale Ethnie aus der Geschichte, auch wenn ihr Name historisierend weiter in Gebrauch blieb.

## Medische Herrscher

### Chronologie nach Herodot
Die Chronologie des Herodot weist mehrere Probleme auf. Die ursprüngliche Ansetzung des Jahres 700 v. Chr. für die Regierung von Deiokes ist zu spät, da bereits 716 v. Chr. die Verbannung durch Sargon II. erfolgte. Deiokes wird als Dynastiegründer der Meder mit einer 53-jährigen Regierungsdauer bezeichnet, was aber zwischenzeitlich widerlegt wurde. Phraortes wird mit der Regierungsdauer des Assurbanipal in Verbindung gebracht, was zwar mit der Ansetzung von 647–625 v. Chr. im Einklang steht, aber Herodot kennt nur einen Kyaxares. Bei Übernahme dieser Regierungsdaten in die tatsächliche Abfolge ergibt sich eine zeitliche Lücke, die durch Herodots Angabe einer 28-jährigen Skythenherrschaft gefüllt werden kann. Kyaxares I. erhält von den 53 Jahren des Deiokes die verbleibenden 40 Jahre.
Die erste Meder-Konföderation
- Kyaxares I.: 715 bis 675 v. Chr. (Regierungslänge nach Herodot)
- Phraortes: 675 bis 653 v. Chr. (Regierungslänge nach Herodot)

Die Skythen
- Skythenkönige Arbaka, Arphaxad, Arbakes: 653 bis 625 v. Chr. (Regierungslänge nach Herodot)

Die zweite Meder-Konföderation
- Kyaxares II.: 625 bis 585 v. Chr. (Regierungslänge nach Herodot)
- Astyages: 585 bis 550 v. Chr. (Regierungslänge nach Herodot)

### Chronologie nach Ktesias
Die Chronologie des Ktesias von Knidos ist ein historisches Konstrukt, das noch weniger der historischen Wirklichkeit entspricht. Ninive wurde 612 v. Chr. eingenommen; eine Korrektur der Daten würde Astyages auf etwa 350 v. Chr. ansetzen.
- Arbakes (833–805 v. Chr.) (Einnahme Ninive und Sieg über Assurbanipal)
- Mandakes (805–755 v. Chr.)
- Sosarmos (755–725 v. Chr.)
- Artykas (725–675 v. Chr.)
- Arbianes (675–653 v. Chr.)
- Artaios (653–613 v. Chr.)
- Artynes (613–591 v. Chr.)
- Artibaras (591–551 v. Chr.)
- Aspadas (Astyages) (551–550 v. Chr.)

## Sprache
Es liegen keine medischen Texte vor, womit sich die Identifikation der Sprache weitgehend auf Eigennamen stützen muss. Gewöhnlich wird sie als eine iranische Sprache angesehen, sodass die Meder zu den iranischen Völkern gezählt werden. Karen Radner hat diese Zuordnung jedoch angezweifelt.

## Spekulationen über die Verwandtschaft von Kurden und Medern
Die von einigen vertretene Ansicht einer medischen Abstammung der Kurden beruhte auf Publikationen von Wladimir Minorski, der seine Behauptungen auf sprachliche Verwandtschaft gründete, was bei der fast nicht vorhandenen Kenntnis der medischen Sprache keine seriöse Sprachwissenschaft ist. Deswegen wird diese Hypothese von den meisten Iranisten als nicht beweisbar betrachtet.

## Rezeption
Die Beschreibungen von Herodot von der Hauptstadt der Meder wurden von jeher als erfunden eingestuft. Sein Bericht über ein ausgedehntes medisches Reich mit ähnlichen Charakteristika wie denjenigen der Achämeniden war bis in die frühen 1980er Jahre einflussreich. Mit archäologischen Quellen und Münzfunden konnte dieses Bild seither revidiert werden. Man geht heute davon aus, dass eine kontinuierliche Siedlung stattgefunden und bis mindestens zur ersten Hälfte des 6. Jahrhunderts v. Chr. ein einheitliches medisches Königreich existiert hat.

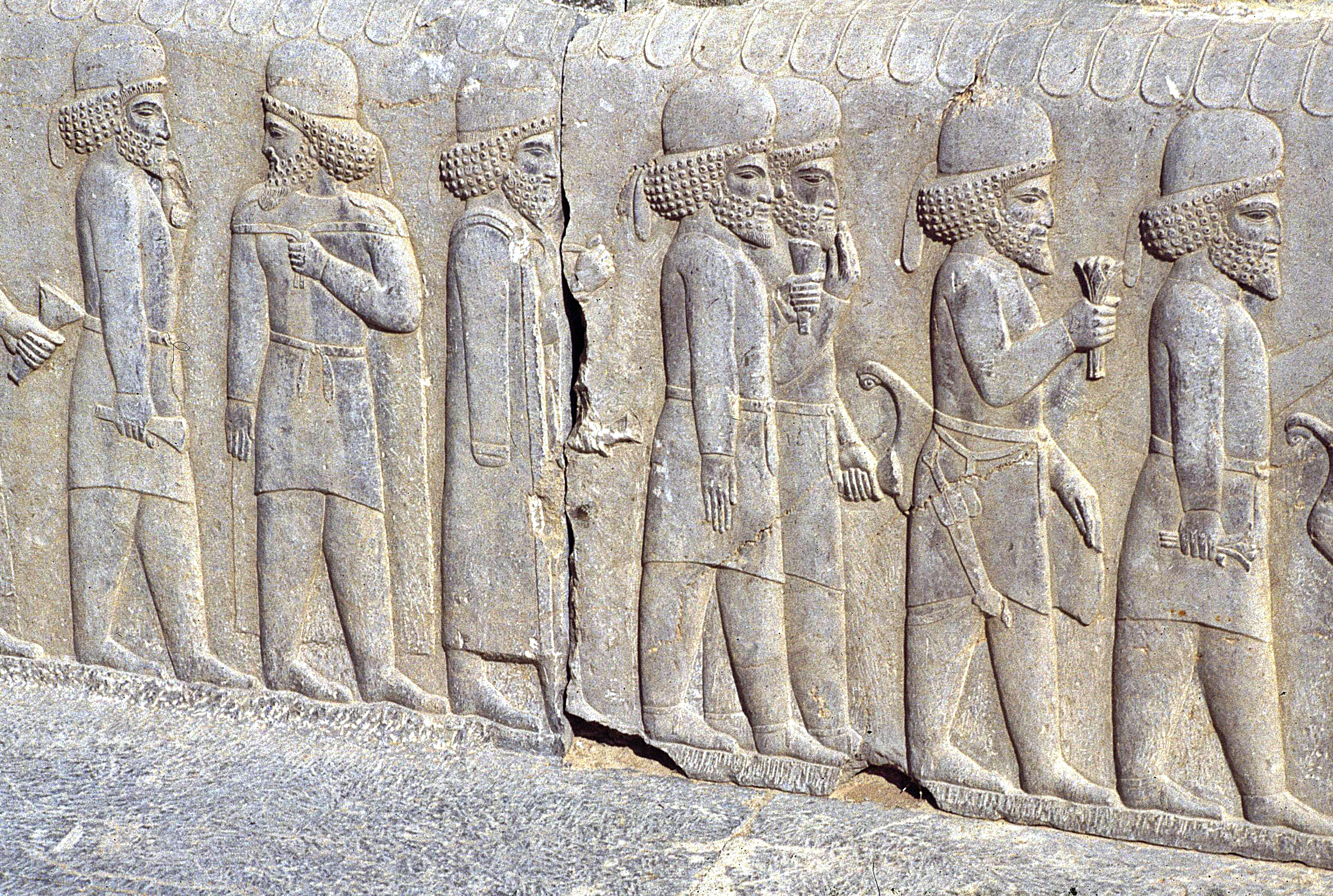
Relief mit Medern in Persepolis

Die Meder waren Meister in Backsteinkonstruktionen und in der Bearbeitung von Metallen. Ihr Können in der Metallverarbeitung zeigt sich in der Darstellung der kostbaren medischen Geschenke im Wandrelief des Apadana in Persepolis. Sie waren ebenfalls bekannte Reiter und Züchter von Pferden. Die Meinungen, dass alle in Reitkleidern dargestellten Personen Meder gewesen seien und sie deshalb zusammen mit den Achämeniden die Herrschaft geteilt haben, können aber heute nicht mehr aufrechterhalten werden.